# Novena (métrica)
La novena, llamada también copla novena o eneagésima, es una estrofa de nueve versos de arte menor rimados en consonante cuya base suele ser una redondilla a la cual le sigue una quintilla. 

## Historia
Según los datos de Navarro Tomás, más de veinte poesías del Cancionero de Baena están compuestas en estrofas de esta clase, además atestiguan la función de la quintilla con anterioridad a la copla real. La redondilla ocupa regularmente el primer lugar y corresponde casi sin excepción a la variante abba. La quintilla, en segundo lugar, se suele servir de toda la serie de sus variantes.
Antes de 1450, la estrofa constaba generalmente de dos o tres rimas que enlazaban las partes indicadas; Villasandino daba preferencia a las combinaciones: abba: acta y abab: bccbb. En la segunda mitad del siglo, dominó el empleo de cuatro rimas, sin enlace entre las semiestrofas. Entre las modalidades de esta especie, la más frecuente fue abba: cdccd, de la que se sirvieron, entre otros, Santillana y Juan de Mena y en la que Rodrigo de Cota compuso su famoso Diálogo entre el amor y un viejo.
EL VIEJO
Blanda cara de alacrán
fines fieros y rabiosos
los potajes ponzoñosos
en sabor dulce se dan;
como el más blando licor
es muy más penetrativo
piensas tú con tu dulzor,
penetrar el desamor
en que me hallas esquivo.
Rodrigo de Cota
Otras veces la redondilla trae las rimas cruzadas, obteniéndose, en consecuencia, los siguientes esquemas: ababccdcd, ababccddc, ababcdccd, ababcdcdc, ababcddcd, etc., o bien se invierte el orden de las subestrofas, es decir, la quintilla primero y después la redondilla.
Existe un tipo peculiar de novena, con ocho heptasílabos rematados en endecasílabo final, con tres versos sueltos (abbcddeff):
Vuelas, oh tortolilla,
y al tierno esposo dejas
en soledad y quejas;
vuelves después gimiendo,
recíbete arrullando,
lasciva tú, si él blando;
dichosa tú mil veces,
que con el pico haces
dulces guerras de amor y dulces paces.
Luis de Góngora y Argote, Canciones
La novena de arte mayor está constituida por un cuarteto eslabonado con un quinteto y presenta las mismas variedades rimáticas que la de arte menor, siendo la fórmula ABABCDCCD la más empleada por poetas como Juan de Mena, Jorge Manrique y Antonio de Guevara.